# Mikołaj z Krakowa
Mikołaj z Krakowa, conegut també com a Nikolaus von Krakau o Nicolaus Cracoviensis fou un compositor polonès de la primera meitat del segle xvi. Fou organista de la cort de Cracòvia i celebrat polifonista de la seva època. Algunes de les seves obres (misses, motets, madrigals, danses i preludis) foren publicats per Johann de Lublin des de 1536 fins al 1548.